# Жуан Жустіно Амарал дос Сантос
Жуан Жустіно Амарал дос Сантос (порт. João Justino Amaral dos Santos, 25 грудня 1954, Кампінас — 31 травня 2024) — бразильський футболіст, що грав на позиції захисника.
Виступав, зокрема, за клуби «Гуарані» (Кампінас) та «Корінтіанс», а також національну збірну Бразилії.

## Клубна кар'єра
У дорослому футболі дебютував 1971 року виступами за команду «Гуарані» (Кампінас), в якій провів сім сезонів, взявши участь у 109 матчах чемпіонату, з яких команда виграла 43, 38 звела внічию і 28 матчів програла.
Своєю грою за цю команду привернув увагу представників тренерського штабу клубу «Корінтіанс», до складу якого приєднався 1978 року. Там він склав знамениту лінію оборони команди, разом з голкіпером Жаіро, правим захисником Зе Марією, центральним захисником Мауро і лівим захисником Владіміром, яку прозвали «чорна стіна», за темний колір шкіри всіх гравців оборони. У 1979 році Амарал став разом з командою чемпіоном штату Сан-Паулу. Загалом відіграв за команду з Сан-Паулу чотири сезони своєї ігрової кар'єри.
У 1981 році Амарал перейшов до клубу «Сантус», але там затримався ненадовго і поїхав на заробітки до Мексики, де виступав за клуби «Америка» та «Універсідад де Гвадалахара». З «Америкою» Амарал виграв чемпіонат Мексики в 1984 році.
Завершив ігрову кар'єру у на батьківщині команді «Блуменау», за яку виступав протягом 1987 року.

## Виступи за збірну
1975 року дебютував в офіційних матчах у складі національної збірної Бразилії.
У складі збірної був учасником чемпіонату світу 1978 року в Аргентині, на якому команда здобула бронзові нагороди, а сам футболіст став одним з найкращих гравців турніру, двічі, з перервою в кілька секунд, вибивши м'яч з лінії воріт у матчі з Іспанією. Також Амарал брав участь у Кубках Америки 1975 та 1979 років, дійшовши на обох до півфіналу турніру, зо що отримав бронзові нагороди.
1976 року брав участь у турнірі з нагоди 200-т річчя США, де бразильці стали переможцями. Також того року у складі збірної Амарал вигравав інші товариські турніри — Кубок Атлантики, Кубок Рока і Кубок Ріо-Бранко.
Його остання гра за національну збірну відбулася 29 червня 1980 року проти Польщі (1:1). Загалом протягом кар'єри у національній команді, яка тривала 6 років, провів у її формі 56 матчів (39 перемога, 13 нічиїх та 4 поразок).

## Титули і досягнення

### Командні
- Чемпіон Мексики (1):

«Америка»: 1983/84
- Переможець Ліги Пауліста (1):

«Корінтіанс»: 1979
- Бронзовий призер чемпіонату світу: 1978

### Особисті
- Володар Срібного м'яча Бразилії: 1975